# Magdalena Kemnitz
Magdalena Kemnitz, née le 13 mars 1985 à Poznań, est une rameuse polonaise, en deux et quatre de couple poids légers.

## Palmarès

### Jeux olympiques
- 2004 à Athènes, Grèce
  - 6e place en deux de couple poids légers

### Championnats du monde
- 2012 à Plovdiv, Bulgarie
  -  Médaille d'or en quatre de couple poids légers
- 2009 à Poznań, Pologne
  - , Médaille d'argent en deux de couple poids légers
- 2008 à Linz, Autriche
  - , Médaille d'argent en quatre de couple poids légers

### Championnats d'Europe
- 2010 à Montemor-o-Velho, Portugal
  - , Médaille d'argent en deux de couple poids légers
- 2009 à Brest, Biélorussie
  - , Médaille d'argent en deux de couple poids légers
- 2007 à Poznań, Pologne
  - , Médaille d'argent en deux de couple poids légers